# Китайський Тайбей на зимових Олімпійських іграх 2014
Тайвань на зимових Олімпійських іграх 2014 року у Сочі був представлений 3 спортсменами у 3 видах спорту — санному спорті, шорт-треку та ковзанярстві. Прапороносцем на церемонії відкриття був ковзаняр Сун Цін'ян, а на церемонії закриття — шорт-трекіст Маккензі Блекберн. Тайванські спортсмени не здобули жодної медалі.

## Спортсмени
| Вид спорту          | Чоловіки | Жінки | Всього |
| ------------------- | -------- | ----- | ------ |
| Ковзанярський спорт | 1        | 0     | 1      |
| Санний спорт        | 1        | 0     | 1      |
| Шорт-трек           | 1        | 0     | 1      |
| Всього              | 3        | 0     | 3      |

## Ковзанярський спорт
Чоловіки
| Дистанція | Спортсмен  | Заїзд 1 | Заїзд 1 | Заїзд 2 | Заїзд 2 | Фінал   | Фінал |
| Дистанція | Спортсмен  | Час     | Місце   | Час     | Місце   | Час     | Місце |
| --------- | ---------- | ------- | ------- | ------- | ------- | ------- | ----- |
| 500 м     | Сун Цін'ян | 35.732  | 35      | 35.63   | 30      | 71.36   | 33    |
| 1000 м    | Сун Цін'ян | Н/Д     | Н/Д     | Н/Д     | Н/Д     | 1:13.79 | 40    |

## Санний спорт
| Спортсмен   | Дисципліна                | 1-й заїзд | 1-й заїзд | 2-й заїзд | 2-й заїзд | 3-й заїзд | 3-й заїзд | 4-й заїзд | 4-й заїзд | Загалом  | Загалом |
| Спортсмен   | Дисципліна                | Час       | Місце     | Час       | Місце     | Час       | Місце     | Час       | Місце     | Час      | Місце   |
| ----------- | ------------------------- | --------- | --------- | --------- | --------- | --------- | --------- | --------- | --------- | -------- | ------- |
| Лієнь Деань | одномісні сани (чоловіки) | 1:02.961  | 39        | 55.315    | 39        | 55.287    | 38        | 54.528    | 39        | 3:48.091 | 39      |

## Шорт-трек
| Спортсмен         | Дисципліна       | Гіт      | Гіт   | Чвертьфінал | Чвертьфінал | Півфінал   | Півфінал   | Фінал      | Фінал |
| Спортсмен         | Дисципліна       | Час      | Місце | Час         | Місце       | Час        | Місце      | Час        | Місце |
| ----------------- | ---------------- | -------- | ----- | ----------- | ----------- | ---------- | ---------- | ---------- | ----- |
| Маккензі Блекберн | 500 м, чоловіки  | 42.337   | 3     | не пройшов  | не пройшов  | не пройшов | не пройшов | не пройшов | 23    |
| Маккензі Блекберн | 1000 м, чоловіки | 1:26.814 | 3     | не пройшов  | не пройшов  | не пройшов | не пройшов | не пройшов | 23    |